# Cipactli

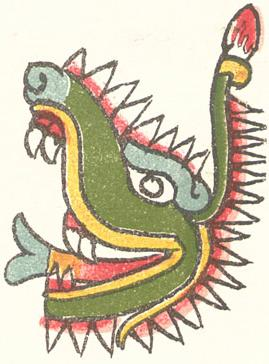
Cipactli.

Na mitologia asteca, Cipactli é a deusa da astrologia e do calendário, o qual inventou junto com seu marido Oxomoco.
Cipactli e Oxomoco são os Adão e Eva da mitologia Asteca, posteriormente deificados. [carece de fontes?]